# Batı (Pendik)
Batı est un quartier du district de Pendik de la métropole d'Istanbul.